# عبد الهادي الجلبي
عبد الهادي عبد الحسين علي هادي حسن محمد الجلبي الطائي هو سياسي عراقي، ولد في بغداد 1897 وتوفي عام 1988 شغل مناصب وزارية في العهد الملكي في العراق.
كان مقربا من نوري السعيد وعضوا في حزبه حزب الاتحاد الدستوري.
كذلك كان عينا في مجلس الأعيان في العهد الملكي، وهو صاحب المبرات الخيرية في الكاظمية والعراق كافة، وقد بنى أول مستشفى متخصص للأطفال (مستشفى أطفال الكاظمية).
كما كان أحد أعضاء اللجنة الثلاثية التي يعينها الملك للقيام بمهمات الملك عند سفر الملك إلى خارج العراق طبقاً للدستور الملكي، ذلك إن الدستور منح الملك تعيين هيئة من ثلاثة أشخاص تقوم بالمهمات الملكية في حالة غياب الملك. وقد اشغل عبد الهادي الجلبي عضوية هذه الهيئة مرتين أولهما سنة 1956 وثانيهما سنة 1958.
ابنه رشدي عبد الهادي الجلبي فقد كان نائبا عن الكاظمية عام 1948، وابنه الأصغر أحمد عبد الهادي الجلبي السياسي المعروف المتوفى عام 2015.